# Stazione di Arcola
La stazione di Arcola  è una fermata ferroviaria posta sulla ferrovia Genova-Pisa a servizio dell'omonimo comune, in località Ponte di Arcola.

## Storia
L'impianto fu inaugurato contestualmente al tratto di ferrovia Tirrenica fra La Spezia e Sarzana inaugurato il 4 agosto 1864.
Nel 1944 il percorso della Genova-Pisa tra l'impianto e Romito Magra venne pesantemente danneggiato a causa dei bombardamenti della seconda guerra mondiale e perciò venne rettificato un nuovo tracciato a doppio binario che collegava allo stesso modo le due stazioni. Il vecchio tracciato, riconvertito poi ad usi stradali (via Giovato), venne abbandonato e scollegato dal resto della strada ferrata. Sul vecchio tratto sono riconoscibili ancora varie opere come dei caselli tra cui uno posto proprio in corrispondenza di Arcola e un ponticello, sempre posto in adiacenza al casello diroccato.
Il 27 luglio 1999, con l'attivazione della nuova bretella a doppio binario da Santo Stefano Magra, Arcola diventò località di diramazione con la ferrovia Pontremolese (Bivio/Posto di Comunicazione Arcola, progressiva chilometrica 162+721 da nord).
L'impianto venne declassato a fermata nel 2004, con la soppressione del binario centrale utilizzato per le precedenze e del binario tronco per lo scalo merci.

## Strutture e impianti
La stazione dispone di un fabbricato viaggiatori, di un piccolo fabbricato per i servizi igienici e di 2 banchine che servono i rispettivi 2 binari. Fino al giugno del 2004 la classificazione di questi era differente: vi era infatti un 3º binario centrale ed era il binario 2 mentre quello che oggi è tale prima era il terzo binario. Vi era anche un binario merci di scalo tronco che serviva l'area merci, oggi inutilizzata. La stazione in direzione La Spezia aveva un fabbricato in muratura utilizzato come magazzino merci, al 2014 senza tetto ed inutilizzato.
La stazione ha annesso al fabbricato viaggiatori un piccolo ufficio per il capostazione per la dirigenza del movimento.

## Movimento
La stazione è servita dalle relazioni regionali Trenitalia svolte nell'ambito del contratto di servizio stipulato con la Regione Liguria e con la Regione Toscana, quest'ultimo denominato anche "Memorario".

## Servizi
La stazione, che nel 2007 risultava essere frequentata da meno di 10 persone al giorno, dispone di:
- Biglietteria automatica
- Servizi igienici